# Rebecca Smith (nadadora, 2000)
Rebecca Smith (Red Deer, 14 de marzo de 2000) es una deportista canadiense que compite en natación, especialista en el estilo libre.
Participó en los Juegos Olímpicos de Tokio 2020, obteniendo una medalla de plata en la prueba de 4 × 100 m libre.
Ganó dos medallas de bronce en el Campeonato Mundial de Natación de 2024, seis medallas en el Campeonato Mundial de Natación en Piscina Corta, en los años 2021 y 2022, y dos medallas de bronce en el Campeonato Pan-Pacífico de Natación de 2018.

## Palmarés internacional
| Juegos Olímpicos                    | Juegos Olímpicos      | Juegos Olímpicos  | Juegos Olímpicos  |
| Año                                 | Lugar                 | Medalla           | Prueba            |
| ----------------------------------- | --------------------- | ----------------- | ----------------- |
| 2020                                | Tokio (Japón)         | Medalla de plata  | 4 × 100 m libre   |
| Campeonato Mundial                  |                       |                   |                   |
| Año                                 | Lugar                 | Medalla           | Prueba            |
| 2024                                | Doha (Catar)          | Medalla de bronce | 4 × 100 m libre   |
| 2024                                | Doha (Catar)          | Medalla de bronce | 4 × 100 m estilos |
| Campeonato Mundial en Piscina Corta |                       |                   |                   |
| Año                                 | Lugar                 | Medalla           | Prueba            |
| 2021                                | Abu Dabi (EAU)        | Medalla de oro    | 4 × 100 m libre   |
| 2021                                | Abu Dabi (EAU)        | Medalla de oro    | 4 × 200 m libre   |
| 2021                                | Abu Dabi (EAU)        | Medalla de plata  | 200 m libre       |
| 2022                                | Melbourne (Australia) | Medalla de plata  | 200 m libre       |
| 2022                                | Melbourne (Australia) | Medalla de plata  | 4 × 200 m libre   |
| 2022                                | Melbourne (Australia) | Medalla de bronce | 4 × 100 m libre   |
| Campeonato Pan-Pacífico             |                       |                   |                   |
| Año                                 | Lugar                 | Medalla           | Prueba            |
| 2018                                | Tokio (Japón)         | Medalla de bronce | 4 × 100 m libre   |
| 2018                                | Tokio (Japón)         | Medalla de bronce | 4 × 200 m libre   |